# 旧马山站
舊馬山站（：／ Gumasan yeok */?）曾經为韩国铁路庆全线上的一座鐵路站，位于庆尚南道昌原市马山合浦区三·一五大路，已于1977年废止。

## 历史
- 1910年7月1日，落成使用。[1]。
- 1977年12月16日，停止使用[2]。